# Джозеф Саїду Момо
Джозеф Саїду Момо — державний, політичний і військовий діяч держави Сьєрра-Леоне, її президент 1985—1992 рр.

## Життєпис
Народився 26 січня 1937 р. в м.Бінколо. За етнічною належністю лімба. Військову освіту отримав у Гані, Нігерії і Великій Британії. З 1971 р. командувач збройними силами С'єрра-Леоне, бригадний генерал. З 1973 р. член парламенту і державний міністр. З 1983 р. — генерал-майор. З листопада 1985 р. — президент С'єрра-Леоне і генеральний секретар правлячої партії Всенародний конгрес. 29 квітня 1992 р. скинутий в результаті військового перевороту. Втік до Гвінеї, де й помер 3 серпня 2003 року.